# Kolegij
Kolegij (lat. collegium = skupina sodelavcev), je skupnost ljudi, ki jih veže isti poklic, funkcija ali dolžnost s posebno posvetovalno, odločevalno funkcijo.
Beseda kolegij lahko nastopa v naslednjih pojmih:
- kolegij, izraz za nekdanji predvsem cerkveni vzgojni zavod s šolo in internatom; npr.: jezuitski kolegij
- kolidž, (ang. college, prevzeto iz lat.) ime raznih vzgojnih zavodov in srednjih ter visokih šol v Angliji in ZDA
- kolegij, (fra. collège, prevzeto iz lat.), gimnazija, srednješolski zavod v Franciji
- kolegij, vrsta vseučeliščnih predavanj iz istega predmeta
- kolegialna univerza, vrsta univerze znotraj katere so dejavnosti razdeljene med osrednjo upravo in sestavne kolegije
- strokovni kolegij, skupina ljudi istega poklica, povezana z internimi pravili (današnja oblika srednjeveškega ceha)